# P-93
P-93 – польський напівавтоматичний пістолет який є модифікованим варіантом пістолета P-83 з аналогічним типом набоїв 9×18 мм ПМ. Зовні він став схожим на швейцарський SIG Sauer P230, але трохи більше і набагато важче. Ця зміна зовнішнього вигляду була пов'язана з розширенням ствола до 100 мм, зняттям регульованого запобіжника збоку затвора, заміною 20 невеликих вертикальних натяжних канавок на задній частині затвора на комплект з 10 більших, діагональних і використання коричневих, дерев’яних покриттів замість чорних. Пістолет виготовлений з листової сталі глибокої витяжки з широким спектром зварювання та пайки.

## Історія
Зброя була створена в 1993 році, а її конструктором був інж. Мар'ян Гришкевич. Спочатку P-93 був призначений замінити P-83. Однак лише деякі серійні копії потрапили до обладнання поліції та до цивільних одержувачів. За різними даними було виготовлено від 30 до 100 примірників. На даний час його більше не виробляють.

## Конструкція
P-93 оснащений ударно-спусковим механізмом подвійної дії з автоматичним голчастим запобіжником. Використовує енергію віддачі вільного пострілу. Гачок затвора одночасно є безударним вивільненням курка. Це істотна відмінність від відомих гармат серії SIG-Sauer 220, де обидві ці функції виконують окремі важелі. Як і в розглянутій моделі, цей важіль працює в компактних однорядних моделях з вільним відкачем серії P230 / 232.